# Bernhard Poschmann
Bernhard Poschmann (ur. 1 września 1878 w Henrykowie koło Ornety, zm. 16 czerwca 1955 w Münster) – niemiecki ksiądz katolicki, wykładowca dogmatyki w Państwowej Akademii w Braniewie (1910–1928), na Uniwersytecie Wrocławskim (1928–1945) oraz na Uniwersytecie w Münster (1945–1948).

## Życiorys
Bernhard Poschmann urodził się w Henrykowie (Heinrikau) koło Ornety w ówczesnych Prusach Wschodnich. Był najstarszym z dziewięciorga dzieci ubogiego pobożnego stolarza Antoniego Poschmanna i Katarzyny z domu Liedig (Liedigk). Od najmłodszych lat musiał pracować razem z ojcem w warsztacie stolarskim, by zarobić na chleb. Dzięki finansowemu wsparciu wuja mógł rozpocząć naukę w gimnazjum humanistycznym w Braniewie. Okazał się bardzo utalentowanym uczniem. Gimnazjum ukończył na Wielkanoc 1900 z maturą z wyróżnieniem. Dalszą naukę kontynuował  również w Braniewie w seminarium duchownym, przygotowując się do kapłaństwa. Święcenia otrzymał 31 stycznia 1904 roku w katedrze we Fromborku. Jako neoprezbiter został skierowany do parafii w Reszlu, gdzie rozpoczął posługę duszpasterską oraz pedagogiczną w miejscowym gimnazjum. Następnie biskup warmiński Andreas Thiel skierował go na dalsze studia do Wrocławia. W 1907 na podstawie rozprawy o św. Cyprianie Die Sichtbarkeit der Kirche nach der Lehre des hl. Cyprian uzyskał stopień doktora na Uniwersytecie we Wrocławiu. Powrócił do Braniewa, by objąć funkcję prefekta konwiktu biskupiego. W 1909 habilitował się w Państwowej Akademii w Braniewie. W 1910 mianowany został już profesorem zwyczajnym dogmatyki i apologetyki, mając zaledwie 32 lata (co było niespotykane, gdyż najpierw mianowano zwykle profesorem nadzwyczajnym). W latach 1910–1928 wykładał w Akademii w Braniewie jako profesor dogmatyki i apologetyki. Był rektorem i aż czterokrotnie dziekanem wydziału teologicznego Państwowej Akademii w Braniewie. Również prowadził wykłady z teologii dogmatycznej na Uniwersytecie Albrechta w Królewcu. W 1928 przeniósł się do Wrocławia, po otrzymaniu stanowiska profesora dogmatyki na Uniwersytecie Wrocławskim. Jego wielkie kompetencje zostały szybko docenione, powierzono mu funkcję dziekana, a po niespełna czterech latach, w roku 1931/1932, został rektorem Uniwersytetu Wrocławskiego. W 1930 został przedstawiony przez Stolicę Apostolską jako jeden z trzech kandydatów na nowego biskupa warmińskiego. W ostatnim decydującym głosowaniu kapituły warmińskiej uzyskał identyczną liczbę głosów z drugim kandydatem, infułatem Maximilianem Kallerem. 29 stycznia 1945 opuszcza, wraz z dwiema siostrami, w pośpiechu bombardowany Wrocław, gdzie pozostawił swoją bogatą bibliotekę oraz dorobek naukowy swojego życia: manuskrypty swoich prac i wykładów. 1 marca 1945 trafia do miejscowości Burgebrach w Bawarii, z dóbr duchowych posiada przy sobie tylko Pismo Święte oraz brewiarz. W październiku 1945 został powołany na Uniwersytet w Münster, na którym wykładał do emerytury do roku 1948. W 1949 roku otrzymał godność prałata.
W działalności badawczej zajmował się m.in. kwestią pokuty w różnych epokach i w nauce św. Augustyna.
Wniósł istotny wkład w przygotowanie II soboru Watykańskiego.